# Copa Pelé 1993
La II Copa Mundial de Másters (conocida también como Copa Pelé 1993) fue la quinta edición de la Copa Mundial de Másters. Esta vez el torneo se realizaría en dos países Austria e Italia siendo la única vez que se realizaría en dos países. El torneo se jugó en julio de 1993. Esta vez la cantidad de equipos fue aumentada a ocho siendo los equipos participantes Alemania, Argentina, Austria, Brasil, Inglaterra, Italia, Países Bajos, y Uruguay. Las bases del torneo consistían en dividir a los ocho equipos participantes en dos grupos de cuatro equipos cada uno. El primero de cada grupo jugaría la final en un partido definitorio para definir al campeón, mientras que el segundo de cada grupo jugaría un partido extra para definir el tercer lugar. Lo más curioso del torneo sería que los dos países que organizaban el torneo Austria e Italia disputarían la final; y al final Italia se impondría a Austria por 2 a 0. Mientras que la decepción del torneo sería Brasil que se negaría a jugar su partido contra Alemania para definir el tercer lugar argumentando que al no haber clasificado a la final no sentía la necesidad de disputar el tercer lugar, y por tal motivo Alemania se quedaba con el tercer lugar por walkover. Y otro dato curioso del torneo sería que los partidos del Grupo A se jugaron en la ciudad italiana de Trieste, mientras que los partidos del Grupo B se jugaron en la ciudad austríaca de Klagenfurt.
Se otorgaban 2 puntos por partidos ganados, 1 punto por partidos empatados y 0 puntos por partidos perdidos.

## Resultados fase de grupos

### Grupo A
Trieste
| Fecha              | Local      | Marcador | Visitante    |
| ------------------ | ---------- | -------- | ------------ |
| 2 de julio de 1993 | Brasil     | 1 - 1    | Países Bajos |
| 2 de julio de 1993 | Italia     | 1 - 0    | Inglaterra   |
| 4 de julio de 1993 | Brasil     | 0 - 0    | Inglaterra   |
| 4 de julio de 1993 | Italia     | 3 - 2    | Países Bajos |
| 6 de julio de 1993 | Italia     | 0 - 1    | Brasil       |
| 6 de julio de 1993 | Inglaterra | 3 - 2    | Países Bajos |

#### Tabla de posiciones Grupo A
| Equipo       | Pts | PJ | PG | PE | PP | GF | GC | Dif |
| ------------ | --- | -- | -- | -- | -- | -- | -- | --- |
| Italia       | 4   | 3  | 2  | 0  | 1  | 4  | 3  | +1  |
| Brasil       | 4   | 3  | 1  | 2  | 0  | 2  | 1  | +1  |
| Inglaterra   | 3   | 3  | 1  | 1  | 1  | 3  | 3  | 0   |
| Países Bajos | 1   | 3  | 0  | 1  | 2  | 5  | 7  | –2  |

### Grupo B
Klagenfurt
| Fecha              | Local     | Marcador | Visitante |
| ------------------ | --------- | -------- | --------- |
| 3 de julio de 1993 | Austria   | 1 - 1    | Argentina |
| 3 de julio de 1993 | Alemania  | 2 - 0    | Uruguay   |
| 5 de julio de 1993 | Austria   | 4 - 2    | Alemania  |
| 5 de julio de 1993 | Argentina | 0 - 1    | Uruguay   |
| 7 de julio de 1993 | Alemania  | 5 - 2    | Argentina |
| 7 de julio de 1993 | Austria   | 6 - 2    | Uruguay   |

#### Tabla de posiciones Grupo B
| Equipo    | Pts | PJ | PG | PE | PP | GF | GC | Dif |
| --------- | --- | -- | -- | -- | -- | -- | -- | --- |
| Austria   | 5   | 3  | 2  | 1  | 0  | 11 | 5  | +6  |
| Alemania  | 4   | 3  | 2  | 0  | 1  | 9  | 6  | +3  |
| Uruguay   | 2   | 3  | 1  | 0  | 2  | 3  | 8  | –5  |
| Argentina | 1   | 3  | 0  | 1  | 2  | 3  | 7  | –4  |

## Tercer lugar
Al finalizar Brasil y Alemania segundos en sus grupos debieron jugar un partido extra para definir al tercer lugar, de acuerdo a las bases del torneo. Sin embargo Brasil se negaría a jugar dicho partido argumentando que no tenía la necesidad de jugarlo al no haber podido llegar a la final, y por tal motivo Alemania se quedaba con el tercer lugar vía walkover.
Estadio Nereo Rocco, Trieste
| Fecha               | Local    | Marcador     | Visitante |
| ------------------- | -------- | ------------ | --------- |
| 11 de julio de 1993 | Alemania | w.o. → 2 - 0 | Brasil    |

## Final
Al finalizar Italia y Austria debieron jugar un partido extra para definir al campeón.
Estadio Nereo Rocco, Trieste
| Fecha               | Local  | Marcador | Visitante |
| ------------------- | ------ | -------- | --------- |
| 11 de julio de 1993 | Italia | 2 - 0    | Austria   |

## Campeón
Campeón
Italia
1.er título